# Basket Case
Basket Case (укр. Інвалід) — третя пісня американського панк-рок гурту Green Day з їх другого студійного альбому Dookie.
Пісня трималася протягом п'яти тижнів на першому місці чарту Modern Rock в США.
В той час, як пісня була дуже популярна в США, навіть потрапивши на 26 місце в хіт-параді Billboard Hot 100 Airplay, відсутність комерційного синглу не дала їй увійти в Billboard Hot 100.
«Basket Case» вийшов після вдалих синглів, «Longview» і «Welcome to Paradise». «Basket Case» пізніше стала ще успішнішим хітом, провівши п'ять тижнів на першому місці чарту Modern Rock; вп'ятеро довше, ніж «Longview». У 1995, Green Day номінували на "Ґреммі" в категорії Найкраще вокальне виконання в стилі рок дуетом або групою за «Basket Case». У 2006, на Mike Davies and Zane Lowe's Lock Up Special на BBC Radio 1, глядачі проголосували за «Basket Case» як найкращу пісню в стилі панк-рок всіх часів. Пісня також увійшла до списку композицій їх збірки Green Day 2001 року International Superhits!, а кліп — в їх DVD International Supervideos!. У 2009, канал VH1 назвав «Basket Case» 33-ю найкращою піснею в стилі хард-рок та панк-рок. Пізніше була записана кавер-версія пісні у виконанні гурту Vanilla sky.

## Відеокліп
Це було друге відео Green Day, і його зняв Марк Кор. Відео знімали у психіатричній лікарні Agnews Developmental Center в окрузі Каліфорнії, на прохання учасників групи. Відео часто порівнюють з фільмом «Пролітаючи над гніздом зозулі». Кліп спочатку був знятий чорно-білим, а колір був доданий пізніше, що посилило сюрреалістичний ефект.
Відео номінували на дев'ять нагород MTV Video Music Awards в 1995: Відео року, Найкраще відео групи, Найкраще панк-рок відео, Найкраще альтернативне відео, Відеопрорив, Найкраща режисура, Найкращий монтаж, Найкраща кінематографія і Вибір глядача. Однак, воно не виграло жодної нагороди.

## Позиції в чартах
| Чарти (1994—1995)                         | Позиція |
| ----------------------------------------- | ------- |
| Австралія (ARIA)                          | 8       |
| Бельгія (Ultratop Flanders)               | 49      |
| Бельгія (Ultratop Wallonia)               | 21      |
| Канада (Canadian Hot 100)                 | 12      |
| Франція (SNEP)                            | 35      |
| Ірландія (IRMA)                           | 11      |
| Нідерланди (Mega Single Top 100)          | 39      |
| Нова Зеландія (RIANZ)                     | 21      |
| Норвегія (VG-lista)                       | 2       |
| Швеція (Sverigetopplistan)                | 3       |
| Велика Британія (Official Charts Company) | 7       |
| США (Billboard Hot 100)                   | 26      |
| США Billboard Alternative Songs           | 1       |
| США Billboard Mainstream Rock Tracks      | 9       |
| США Billboard Top 40 Mainstream           | 16      |